# Dimmer

Schaltzeichen für einen Dimmer

Als Dimmer bezeichnet man Thyristorsteller oder Triacsteller zur Steuerung der Helligkeit von Glühlampen wie Bühnen-Scheinwerfern, Leuchten oder Transformatoren für Niedervolt-Halogenglühlampen.
Unter bestimmten Bedingungen können Dimmer auch zur Steuerung der Leistungsaufnahme anderer Verbraucher eingesetzt werden; ähnliche Schaltungen finden sich beispielsweise in Staubsaugern oder Handbohrmaschinen, bei denen die Leistung verändert werden soll (vgl. hierzu auch den Artikel zum Sanftanlauf).

## Funktionsweise

Schaltung zur Dimmung mittels Phasenanschnitt. Über P kann die Helligkeit der Glühlampe La verändert werden

Je nach Lastcharakteristik gibt es verschiedene Arten der Dimmung. Bei Glüh- und Hochvolt-Halogenlampen (230 V) sowie bei konventionellen Transformatoren wird mit einer Phasenanschnittsteuerung gedimmt. Diese Verbraucher haben eine ohmsche oder eine induktive Lastcharakteristik. Elektronische Transformatoren in Niedervolt-Halogensystemen haben ein kapazitives Lastverhalten und müssen mit schaltungstechnisch aufwändigeren Phasenabschnittdimmern gesteuert werden. Daneben gibt es Universaldimmer, deren Elektronik die Lastcharakteristik erkennt und selbsttätig die passende Ansteuermethode einstellt.
Leuchtstoffröhren und andere Gasentladungslampen lassen sich auf diese Weise nicht dimmen, da die Entladung bei geringer Spannung zusammenbricht und nicht wieder gezündet werden kann. Auch vor Abbrechen der Entladung erreichen die Kathoden bei Unterspannung nicht mehr die notwendige Temperatur und verschleißen schneller. Hier werden elektronische Vorschaltgeräte (EVG) mit Helligkeitseinstellung verwendet, die die erforderliche Kathodentemperatur gewährleisten und eine höhere Frequenz erzeugen und somit den Abriss der Entladung verhindern. Die Geräte können mit einem Steuersignal (0…10 Volt, KNX, DMX 512, DALI) gedimmt werden.

## Ansteuerung
Die Ansteuerung eines Dimmers ist auf verschiedene Weise möglich. Neben dem bekannten Drehregler können moderne Geräte heute auch über Taster gesteuert werden. Bei einem Ferntastdimmer schaltet ein kurzes Tasten den Dimmer ein und aus, ein längerer Tastimpuls bewirkt eine Helligkeitsänderung. Auch die Ansteuerung durch eine Steuerspannung ist teilweise möglich; in solchen Dimmern ist der Steuer-Eingang galvanisch vom Netz getrennt.

## Dimmer in der professionellen Lichttechnik

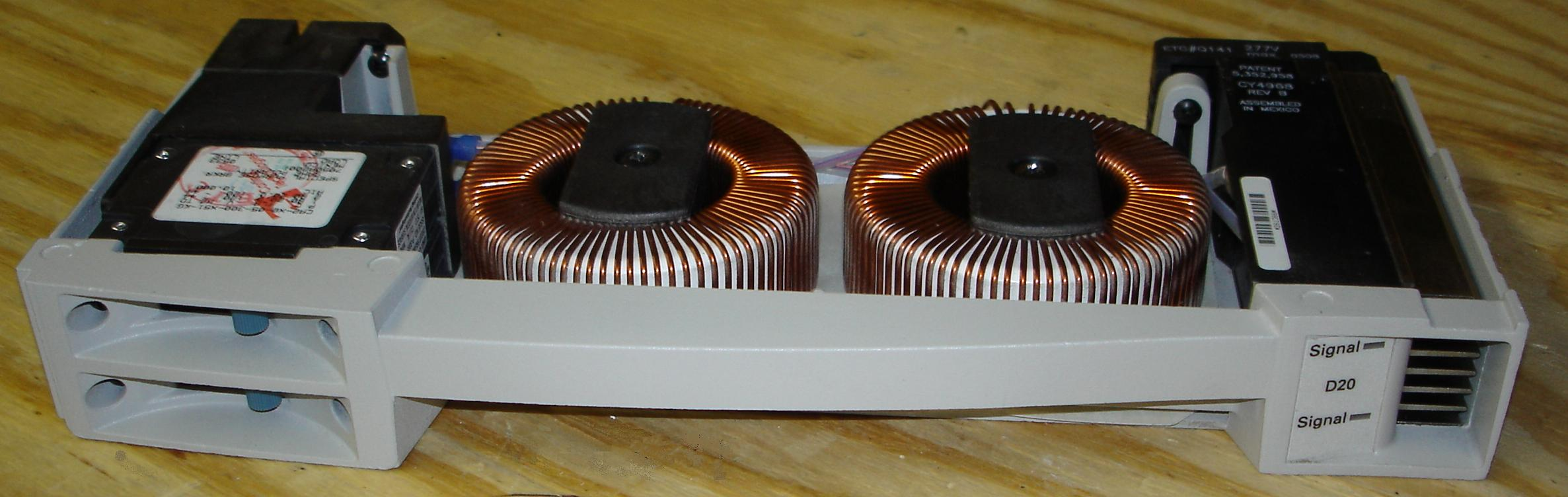
Dimmer für 2,4 kW im Bereich der Theaterbeleuchtung

Über ein Steuersignal (wie bei DMX) wird den Geräten für jeden Kanal ein vom Lichtmischpult ausgegebener Wert übertragen. Bei DMX ist das üblicherweise ein Wert von 0 bis 255. Entsprechend diesem Signal steuern die Dimmer die Scheinwerfer an. Je nach Aufbau sitzen die Dimmer direkt am Scheinwerfergehäuse oder gemeinsam oder in Gruppen in einem Rack. Die Verbindung zu den Scheinwerfern erfolgt dann über Lastmulticores, auch Laka (Lastkabel) genannt. Häufig befindet sich zwischen Dimmern und Lakas ein Schaltfeld (Patchfeld), um unterschiedliche Belegungen der Multicores zu ermöglichen.
Bühnenscheinwerfer werden oft nicht vollständig abgeschaltet, sondern nur bis zur Dunkelheit herabgedimmt, sodass beim Hochsteuern auf volle Leistung der Einschaltstrom geringer ist und die Glühwendeln nicht so stark belastet werden. Dies kann bei den meisten Dimmern durch eine Pre-Heat-Funktion ermöglicht werden.

## Dimmer im Haushalt
Im Wohnbereich gibt es Dimmer in verschiedenen Formen
- fest eingebaut in Leuchten
- zum Einbau in Elementen der Elektroinstallation, wie z. B. Gerätedosen usw.
- zum Einbau im Reiheneinbauverteiler als Reiheneinbaugerät (REG)
- als sogenannte Schnurdimmer vor mobilen Leuchten

Nicht jedes Leuchtmittel ist in seiner Leuchtkraft dimmbar. Das Symbol für Dimmbarkeit ist ein liegendes gefülltes Dreieck mit einem oder zwei Buchstaben darunter. Auch Dimmer sind dementsprechend gekennzeichnet:
- C für die Dimmbarkeit mit oder für Phasenabschnittdimmer (kapazitive Last, zum Beispiel elektronische Niedervolt-Halogenglühlampen-Transformatoren oder geeigneten LED-Lampen).
- L für die Dimmbarkeit mit oder für Phasenanschnittdimmer, die für induktive Lasten geeignet sind (zum Beispiel gewickelte, also konventionelle Niedervolt-Halogen-Transformatoren).
- R oder ⨂ Glühlampen-Symbol: mit diesen Dimmern sind nur Ohmsche Lasten (Glühlampen, Heizungen) dimmbar.

## Energieverbrauch

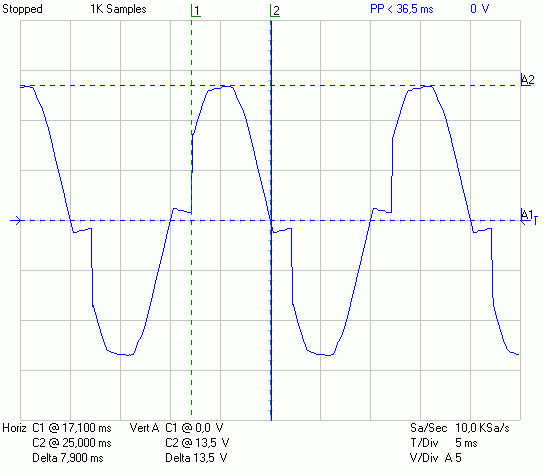
Verlauf der Ausgangsspannung eines Phasenanschnittdimmers bei nahezu voller Leistung

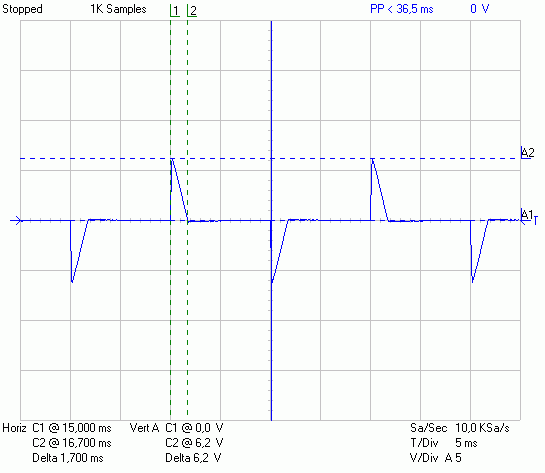
Verlauf der Ausgangsspannung eines Phasenanschnittdimmers (gedimmt)

Wird eine gewöhnliche Glühlampe gedimmt, sinkt die Leistungsaufnahme und folglich auch der Energiebedarf. Die Lebensdauer erhöht sich u. U. wesentlich, da die Glühfadentemperatur absinkt; die Effizienz der Lichterzeugung (Lichtausbeute) sinkt jedoch stark ab. Die Helligkeit nimmt beim Dimmen stärker ab als die Leistungsaufnahme (siehe auch Lichtausbeute und Lebensdauer von Glühlampen). Da durch das Dimmen die Farbtemperatur absinkt, verändert sich auch die Lichtfarbe von weiß-gelb nach gelb-orange.
Auch bei Halogenlampen, welche im Vergleich zur Glühlampe etwas sparsamer sind, sinkt die Leistungsaufnahme und folglich auch der Energiebedarf beim Abdimmen. Die Lebensdauer erhöht sich im abgedimmten Betrieb jedoch nur im Leistungsbereich von etwa 99 bis 80 Prozent. Hingegen sinkt die Lebensdauer im Dimmbereich von 20 bis 60 Prozent signifikant ab, weil der Wolfram-Halogen-Kreisprozess zusammenbricht, der nur bei Temperaturen ab 250 °C wieder Wolframatome auf den Glühdraht absetzt. Ohne diesen Prozess verhält sich die Halogenlampe wie eine normale Glühlampe.
Wird eine Glüh- oder Halogenlampe (wie beispielsweise eine Wohnzimmer-Stehlampe) ohnehin nie unter Volllast betrieben, dann kann ein Großteil der benötigten Energie eingespart werden, wenn sie durch eine schwächere Lampe ersetzt wird, welche die gleiche Helligkeit im ungedimmten Zustand hat.
Der Wirkungsgrad einer Leuchtstofflampe hingegen bleibt, wenn sie mit einem geeigneten elektronischen Vorschaltgerät (EVG) gedimmt wird, annähernd konstant (oder steigt sogar). Das bedeutet, dass die Leistungsaufnahme mit der Helligkeit in gleichem Maße sinkt. Auch die Farbtemperatur bleibt weitgehend konstant.

## Entstörung
Durch das abrupte Einschalten bei Phasenanschnittdimmern und das Abschalten bei Phasenabschnittdimmern entstehen sehr steile Flanken im Stromfluss bzw. der Spannung. Nach der Fourier-Transformation entsprechen diese Flanken in Abhängigkeit ihrer Anstiegs- bzw. Abfallzeit (slew rate) einem hochfrequenten Frequenzspektrum (Oberschwingungen), das andere Geräte wie Ton- und Videoanlagen stören kann. Um diese Störungen zu verringern, werden Snubber, Drosseln und Filter eingesetzt, welche diese steilen Flanken begrenzen. Da diese Filter teuer und schwer sind, ist die Entstörung eines der Qualitätsmerkmale eines Dimmers.
Man findet Dimmer fast ohne Entstörung (meist Haushaltsgeräte mit kleiner Leistung), Dimmer für Veranstaltungsgeräte (Anstiegszeiten im Bereich einiger 10 Mikrosekunden) und Geräte zur Verwendung in Tonstudios und Theatern mit Anstiegszeiten von 500 Mikrosekunden und mehr. Je besser der Filter, desto größer sind die Anstiegszeiten, wodurch die hochfrequenten Störanteile absinken.